# 萌えタイ 萌える!タイの歩き方
『萌えタイ 萌える!タイの歩き方』（もえタイ もえるタイのあるきかた、ISBN 4-87149-848-4）は、2006年12月にイカロス出版から出版された書籍。日本の高校生が駐在員の親戚を頼ってタイへ旅行に行くというフィクションストーリーを軸に、ノンフィクションの旅行と現地情報を加えたスタイルで物語が進んでいく。従来の旅行ガイドブックのジャンルに、いわゆる萌え本としての要素がふんだんに盛り込まれている。筆者によると全三部構成のうちの第一部を発表したもので、実際にシリーズを意識した伏線が本文中に張りめぐらされているが、第二部以降がいつ発売されるかは未定。
本文は藤井伸二、イラストは鮭。

## 概要
地方の公立高校に通う主人公が、タイからやって来た1人の女子交換留学生とクラスメートになる。そしてクラスで彼女からタイの様々な話を聞き、主人公はタイという国に興味を持ち始める。後に彼女が夏休みに一時帰国すると聞いた主人公は、「だったら来てみれば」という彼女の一言に触発され、自らもタイへの旅行を決意、彼女と一緒にバンコク・スワンナプーム国際空港へと旅立つ。旅行中の1ヶ月間、異国の地で何人もの美女・美少女と出合いながら、タイ国内の各地を次々と訪問。日本とタイの文化の違いを痛感させられながらも様々な経験をしていくという、ストーリー仕立ての内容となっている。
主人公が自らの経験・感想を語る小説的な節があったり、文化や現地の治安及び社会情勢（情報は2006年11月現在のもの）の解説も詳細に記述されたりしているが、作中には現地の様子を直接写した写真などはなく、全てが二次元イラストで描写されている。

## 登場人物

### 主要人物
シンジ
本作品の主人公で、地方の県立高校に通う17歳の高校生。父親は国連の職員で、タイにもよく出張している。またバンコク都内には現地で仕事をしている叔父の家もある。後述するアムの一言に触発され、夏休みを利用したタイ旅行を決意する。
父が了承した条件をクリアするため、バンコクの空港に到着早々、アムと別れて叔父の家に1週間滞在する。その間、マイたちの案内でバンコクを散歩（観光）した。彼がバンコク滞在中、マイの案内で訪れた諸所で驚きの連続であったが、アムの田舎・イサーンの村でのカルチャーショックも大きかった。
本書の案内トークでは平均的な日本人の若者代表としての立ち位置だが、あまりものタイに対するカルチャーショックに対してアムに突っ込まれてしまう。
アム
タイ東北部（イサーン）、ウボンラーチャターニー県からシンジの高校にやって来た女子交換留学生。アムはニックネームであり、本名はパリチャート・ラックナイルアン。来日前に専門の語学学校で日本語を勉強してきたため、日本人並みの流暢な日本語を話せるという設定。浅黒い肌に巨乳持ちという美少女であるが、本人は色黒なことを気にしているようで、色白であるタイ北部の女性に嫉妬することもしばしば。本作品の実質上のヒロインであり、案内役ともいえるキャラクター。作品中にある種の超能力を有していることを暗示させるシーンが出てくるが、それについての解説は本作には出てこない。
案内トークではタイ人少女代表という立ち位置で、日本とのギャップにとらわれているシンジに突っ込みを入れる。また、シンジに対して（ほかの女性への興味を誘発するような話が出ると）嫉妬する態度をとる。

### 叔父の家
レック
叔父の家に住み込みで働いているメイドで、ノーンカーイ県出身の15歳。12歳の時に仕事を探してバンコクへやってきた。通常、駐在外国人の家で働くメイドは普段着とのことであるが、叔父の趣味なのか、メイド喫茶顔負けのメイド服を着用している。
彼女によれば今の勤務地（シンジの叔父の家）はかなり居心地がいいらしい。自分の部屋を従業員寮としてあてがわれ、仕事の合間に趣味であるテレビ鑑賞に夢中になっていて、シンジにドラマの説明をする事も有り…冷房もきいているため、めったに外へ出ない。
おじさんの娘
叔父の娘で、シンジの従姉妹に当たる眼鏡っ娘。本名の記載はない。叔父とともにバンコクに長期滞在しているためタイ語も話せるが、挨拶も忘れて携帯電話のメールに集中するなど、シンジに対人対話能力を疑われている。

### バンコク
マイ
シンジの叔父の知り合いで、21歳の美女。バンコク都内に住んでいる。彼女も日本語が堪能で、叔父に頼まれバンコクでシンジの案内役を務めるが、職業や経歴などは一切不明。美人だが人をからかうのも好きなようで、シンジはバンコク滞在中…彼女に弄られていた。
サーイ
マイの双子の妹で、都内の一流大学（チュラーロンコーン大学かタンマサート大学と推察される）に通う現役女子大生。BMWを颯爽と駆るクールな美女。姉と違い日本語は話せないが、ネイティブ並みの英語力を持つ。シンジをからかうマイにブレーキを掛ける事も有る。
エーン
バンコク・パッポン通りのゴーゴーバーで働く、ウドーンターニー県出身の17歳の女の子。マイに連れて行かれた店でつまらなさそうな表情で踊っていた。翌日にシンジと会い、「現在の仕事にうんざり」という気持ちを吐露するなど、タイ国内の社会問題を提起するキャラクターとも言える。

### その他
ピム
タイ北部、チエンマイ出身のモン族系少女。17歳。京都府に留学しており、彼女もアムと同じく夏休みを利用して一時帰国中。モン族のものだけでなく、リス族など、タイの少数民族の衣装を着るのが趣味。アムとは来日前に同じ語学学校で日本語を学んだ友人同士の関係であるが、北部タイ人特有の色白さをアムに嫉妬されることも。
ダーオ
タイ南部のビーチリゾートエリアを案内してくれるガイド。南部、ナコーンシータンマラート県出身。副業としてフィットネスクラブでエアロビクスのインストラクターも務めている。